# Dercylus
Dercylus es un  género de coleópteros adéfagos perteneciente a la familia Carabidae.

## Especies
Comprende las siguientes especies:
- Dercylus alternans Kuntzen, 1912
- Dercylus anthracinus (Dejean, 1831)
- Dercylus ater Laporte De Castelnau, 1832
- Dercylus batesi Chaudoir, 1861
- Dercylus bolivianus Kuntzen, 1912
- Dercylus buckleyi Chaudoir In Oberthur, 1883
- Dercylus catenatus Kuntzen, 1912
- Dercylus chaudoiri Kuntzen, 1912
- Dercylus convexus Kuntzen, 1912
- Dercylus crenatus Schaum, 1860
- Dercylus gautardi Chaudoir, 1869
- Dercylus gibbosus Laferte-Senectere, 1851
- Dercylus heynei Kuntzen, 1912
- Dercylus infernus Laferte-Senectere, 1851
- Dercylus italoi Moret, 1999
- Dercylus licinoides (Perty, 1830)
- Dercylus mexicanus Bates, 1891
- Dercylus ohausi Kuntzen, 1912
- Dercylus opacus Kuntzen, 1912
- Dercylus punctatostriatus Chaudoir, 1869
- Dercylus puritanus Kuntzen, 1912
- Dercylus steinbachi Kuntzen, 1912
- Dercylus tenebricosus Moret & Bousquet, 1995